# Overslingeland
Overslingeland is een buurtschap en een heerlijkheid in de gemeente Molenlanden, in de Nederlandse provincie Zuid-Holland. Het ligt aan het riviertje de Giessen tussen Pinkenveer en Noordeloos.